# Austrolimnophila minor
Austrolimnophila minor là một loài ruồi trong họ Limoniidae. Chúng phân bố ở miền Australasia.